# Cree-Schrift

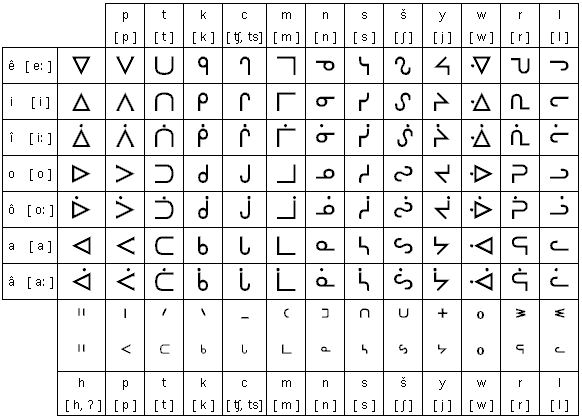
Lautwerte der Cree-Schrift

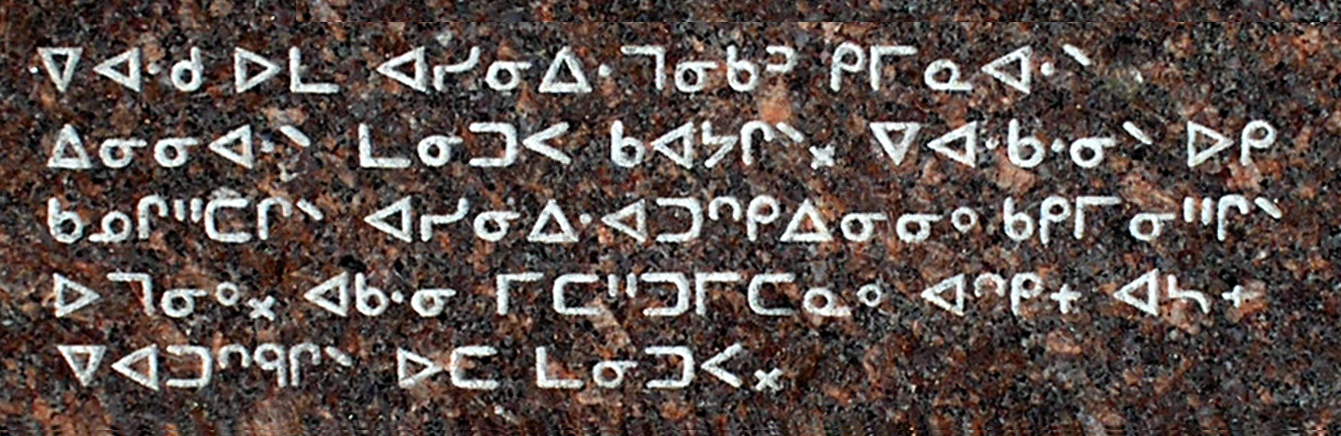
Inschrift in der Cree-Sprache

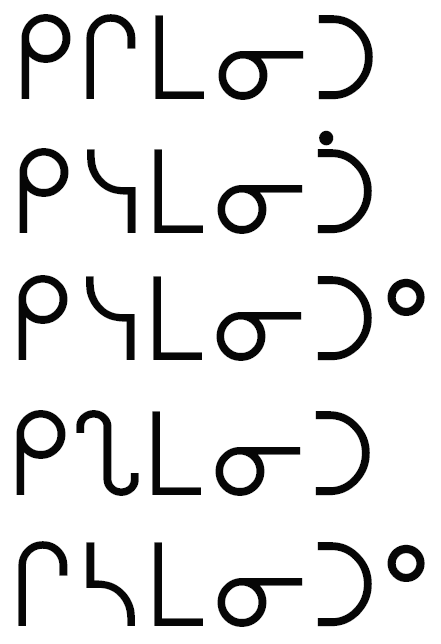
Kitchi-Manitu (Gott) in Cree-Silbenschrift: Kicemanito (Neues Testament auf Cree 1876), Kisemanitô (Bibel auf Cree 1862), Kisemanitow (Neues Testament auf Cree 1908), Kishemanito (Neues Testament auf Ojibwe 1988), Chisamanitu (Neues Testament auf Naskapi 2007)

Die Silbenschrift der Cree ist eine Silbenschrift (Abugida), die für mehrere Algonkin-Sprachen Kanadas verwendet wird. Aus ihr sind verschiedene Zeichensätze der Silbenschrift der Indigenen Kanadas entwickelt worden.

## Geschichte
Die Schrift wurde zwischen 1840 und 1846 in Zusammenarbeit des Methodisten-Missionars James Evans mit Indigenen der Cree und Ojibwe in Norway House an der Hudson Bay für die Cree-Sprache, Ojibwe-Sprache und andere Algonkin-Sprachen Kanadas entwickelt.
Die aus ihr entwickelte Kanadische Silbenschrift (Canadian Aboriginal Symbols) wird auch für andere indigene Sprachen Kanadas verwendet, neben Algonkin-Sprachen auch Inuktitut, wobei hier die Lautwerte teilweise stark abweichen.

## Eigenschaften
Wie im lateinischen Alphabet werden Wörter von links nach rechts geschrieben.
Die meisten Dialekte werden mit nur zwölf Grundzeichen geschrieben, die je nach Vokal der Silbe in vier Richtungen gedreht werden.

## Liste der in Cree-Schrift gedruckten Bücher
(Englisch- bzw. französischsprachige Bezeichnungen)
- Hymn Book (Von James Evans) Norway House, 1841.
- Catechism (Katechismus Übers. James Evans) Rossville, o. J.
- The Holy Bible (Bibel Übers. John Sinclair, Henry Bird Steinhauer) London, 1861.
- Bunyan: Pilgrim’s Progress. (Übers. John Sinclair) Toronto, 1900.
- Cree Hymn Book (Von John Mcdougall) Toronto, 1888.
- Cree Hymn Book (Von Robert Steinauer, Egerton Steinauer) Toronto, 1920.
- The Epistle of Paul The Apostle To The Galatians (Brief des Paulus an die Galater Übers. Joseph Reader) Oonikup (Northwest Territory), o. J.
- The Acts of The Apostles And The Epistles London, 1891.
- The Books of The New Testament (Neues Testament) London, 1859.
- The Epistle of Paul the Apostle to the Ephesians; the Epistle of Jacob; the First Epistle General of John (Epheserbrief, Brief des Jakobus, 1. Brief des Johannes Übers. Thomas Hullburt) Rossville, 1857.
- The Travellers’ Spiritual Provision (Kalender) o.O, o. J.
- The Handbook to Scripture Truth: Words of Admonition, Counsel and Comfort Toronto, 1893.
- Prières, Cantiques, Catéchisme Etc. En Langue Crise. Montreal, 1886.
- The Book of Common Prayer (Übers. John Horden) London, 1889 (Ergänz. Drucke bis 1970).